# Bukowa Góra (województwo warmińsko-mazurskie)
Bukowa Góra (niem. Bukowagurra, 1927–1945 Buchenberg) – niezamieszkana, opuszczona osada w Polsce położona w województwie warmińsko-mazurskim, w powiecie olsztyńskim, w gminie Biskupiec. Osada znajduje się w historycznym regionie Warmia.
W latach 1975–1998 miejscowość należała administracyjnie do województwa olsztyńskiego.